# Сянська мова

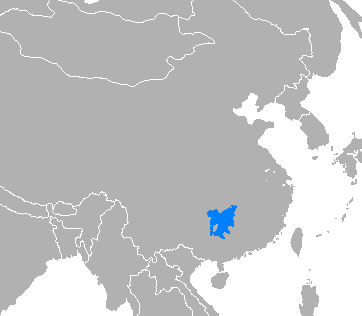
Район поширення мови сян

Сянська мова — мова сино-тибетської мовної родини або, в залежності від точки зору, діалект китайської мови, яким розмовляє 30-36 млн людей, що мешкають здебільшого в провінції Хунань Китайської Народної Республіки. Відрізняють стару та нову сян.
Район поширення сян з трьох боків оточений мандариномовними краями. Тому сян зазнала й зазнає значного впливу мандаринської. Власне, нова сян навіть дещо зрозуміла для тих, хто розмовляє південно-західним китайським говором.